# Владимирово (Добричская область)
Владимирово (болг. Владимирово) — село в Болгарии. Находится в Добричской области, входит в общину Добричка. Население составляет 332 человека.

## Политическая ситуация
В местном кметстве Владимирово, в состав которого входит Владимирово, должность кмета (старосты) исполняет Вылчо Димов Вылчев (коалиция в составе трёх партий: Демократы за сильную Болгарию (ДСБ), Земледельческий народный союз (ЗНС), Союз демократических сил (СДС)) по результатам выборов.
Кмет (мэр) общины Добричка — Петко Йорданов Петков (Болгарская социалистическая партия) по результатам выборов.